# Guiana nos Jogos Olímpicos
A Guiana participou de 14 edições dos Jogos Olímpicos de Verão. O país nunca participou dos Jogos Olímpicos de Inverno. Nas suas primeiras 5 participações, disputou sob o nome de Guiana Inglesa. O país ganhou apenas uma medalha olímpica, um bronze no boxe conquistado por Michael Anthony em 1980.

## Medalhistas
| Medalha           | Nome            | Jogos       | Esporte | Evento    |
| ----------------- | --------------- | ----------- | ------- | --------- |
| Medalha de bronze | Michael Anthony | 1980 Moscou | Boxe    | Peso galo |